# Tarímbaro
Tarímbaro är en ort i Mexiko.   Den ligger i kommunen Tarímbaro och delstaten Michoacán de Ocampo, i den södra delen av landet, 210 km väster om huvudstaden Mexico City. Tarímbaro ligger 1 850 meter över havet och antalet invånare är 2 774.
Terrängen runt Tarímbaro är varierad. Runt Tarímbaro är det ganska tätbefolkat, med 70 invånare per kvadratkilometer. Närmaste större samhälle är Morelia, 10,1 km sydväst om Tarímbaro. I omgivningarna runt Tarímbaro växer huvudsakligen savannskog.